# Wacław Micuta
Wacław Micuta, ps. Wacek (ur. 23 listopada?/6 grudnia 1915 w Piotrogrodzie, zm. 21 września 2008 w Genewie) – polski ekonomista, funkcjonariusz ONZ, wojskowy – dowódca plutonu pancernego w powstaniu warszawskim w stopniu porucznika.

## Życiorys
Wacław Micuta urodził się w Piotrogrodzie (ob. Petersburg) w Rosji w polskiej rodzinie kresowej (syn Leonarda i Wandy z Pawłowiczów). W 1922 r. jego rodzina osiedliła się w Poznaniu, gdzie ukończył gimnazjum i studia ekonomiczne. Był harcerzem Poznańskiej Czarnej Trzynastki. Odbył służbę wojskową w Szkole Podchorążych Rezerwy Artylerii we Włodzimierzu Wołyńskim, otrzymując stopień podporucznika rezerwy. Po ukończeniu studiów w czerwcu 1939 został sekretarzem Wojewody Śląskiego Michała Grażyńskiego, lecz funkcję tę piastował krótko z powodu wybuchu wojny.
Zmobilizowany, wziął udział w kampanii wrześniowej 1939, służąc jako dowódca zwiadu 3 baterii 7 dywizjonu artylerii konnej Wielkopolskiej Brygady Kawalerii. Walczył m.in. w bitwie nad Bzurą. 19 września 1939, przebijając się do Warszawy, w czasie natarcia w Laskach, został poważnie ranny w prawą rękę. Trafił do niemieckiego obozu jenieckiego, z którego uciekł i w maju 1940 przybył do Warszawy.
W Warszawie włączył się w działalność konspiracyjną (wprowadzony przez Jana Nowaka-Jeziorańskiego). Został początkowo adiutantem dowódcy Tajnej Armii Polskiej, mjr. Jana Włodarkiewicza. Od września 1940 był instruktorem w Szarych Szeregach. Zajmował się prowadzeniem szkoleń samochodowych w Warszawie, następnie od 1941 we Lwowie. W lipcu 1942 roku został aresztowany przez Gestapo. W czasie śledztwa był torturowany, mimo to nie przyznał się i nikogo nie wydał. W wyniku starań przyjaciół po kilku miesiącach został zwolniony z więzienia, po czym wrócił do działalności konspiracyjnej. W konspiracji awansował na stopień porucznika.

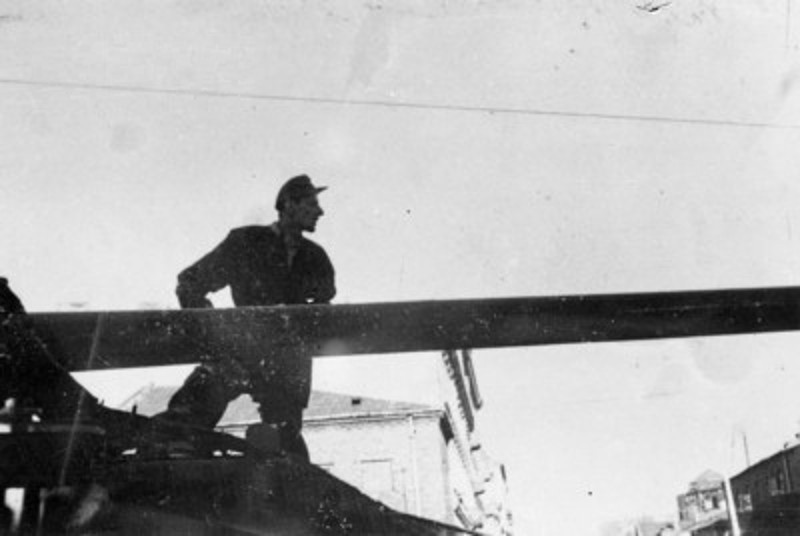
Powstanie warszawskie: Por. Wacław Micuta „Wacek”, dowódca plutonu pancernego „Wacek” batalionu „Zośka” na zdobycznym czołgu niemieckim typu „Pantera” w okolicach ulicy Okopowej.

Latem 1944 powrócił do Warszawy, zostając oficerem do specjalnych zadań dowódcy Harcerskiego Batalionu Szturmowego „Zośka” Armii Krajowej. Po wybuchu powstania warszawskiego i zdobyciu przez batalion w drugim dniu powstania dwóch czołgów niemieckich PzKpfw V Panther, został wyznaczony dowódcą nowo utworzonego plutonu pancernego, walczącego na Woli (była to jedyna jednostka pancerna powstańców). Jego zastępcą był Eugeniusz Romański ps. „Rawicz”. Wacław Micuta dowodził bezpośrednio czołgiem nazwanym „Magda” lub „Pudel”, między innymi 5 sierpnia w akcji zdobycia niemieckiego obozu koncentracyjnego KL Warschau przy ul. Gęsiej („Gęsiówki”). Uwolnionych zostało wtedy ok. 350 Żydów polskich, greckich, węgierskich i francuskich. Pluton „Wacka” uczestniczył następnie w walkach w obronie cmentarzy wolskich. 11 sierpnia 1944 Polacy musieli porzucić uszkodzone czołgi i ewakuować się na Stare Miasto, gdzie przeszedł także Wacław Micuta. Podczas dalszych walk został ranny w lewe płuco, lecz po krótkim pobycie w szpitalu powstańczym uczestniczył w dalszych walkach do upadku powstania na Czerniakowie i w Śródmieściu. Podczas powstania został awansowany do stopnia kapitana.
Po wojnie postanowił nie ujawniać władzom swej działalności w AK. Pracował w Zakopanem i w Łodzi, prowadził m.in. szkołę samochodową, a od 1946 pracował jako naczelnik wydziału w Centralnym Urzędzie Planowania. W 1948 roku udało mu się wyjechać z rodziną do Szwajcarii, gdzie osiadł na stałe. Podjął pracę w Europejskiej Komisji Gospodarczej ONZ, następnie w innych agendach ONZ. Zajmował się tworzeniem sprawozdań o gospodarce Polski i innych krajów tzw. bloku wschodniego. W 1960 roku zgłosił się na ochotnika do udziału w misji pokojowej ONZ w ogarniętym wojną domową Kongu Belgijskim, potem brał udział jeszcze w misjach pokojowych w Rwandzie i Burundi. W latach 1965–1968 był zastępcą przedstawiciela Programu Rozwoju ONZ w Europie. Był przedstawicielem ONZ w Republice Czadu, a od 1971 wicedyrektorem Departamentu Narkotyków ONZ.
Po przejściu na emeryturę w 1976 nadal prowadził działalność na rzecz krajów Trzeciego Świata w ramach UNDP. Pionier i niestrudzony propagator pozyskiwania i wytwarzania energii odnawialnej, założyciel Instytutu dla Rozwoju Energii Odtwarzalnych (REDI) w Genewie. Jest autorem licznych publikacji fachowych i laureatem nagród za swoją działalność. Działał w szwajcarskim Stowarzyszeniu Polskim i środowiskach działających na rzecz stosunków polsko-żydowskich. W lutym 2000 został awansowany do stopnia podpułkownika Wojska Polskiego w stanie spoczynku.

## Odznaczenia
Za udział w wojnie obronnej 1939 roku został odznaczony Krzyżem Walecznych i Orderem Virtuti Militari, ponownie odznaczony Orderem Virtuti Militari za udział w powstaniu warszawskim 1944. 3 kwietnia 2007 odznaczony Krzyżem Komandorskim z Gwiazdą Orderu Odrodzenia Polski.